# Petrushka
Petrushka (Francês: Pétrouchka; Russo: Петрушка) é um ballet burlesco em  1 ato em quatro cenas, cuja música  foi composta pelo russo Igor Stravinsky e coreografado por Michel Fokine. Foi composto entre 1910 e 11 e revisto em 1947. Aleksandr Benois é o autor dos cenários e figurinos. Petrouchka foi representado pela primeira vez pela companhia russa de ballet de Serguei Diaguilev em Paris, em 13 de junho de 1911. Vaslav Nijinski encarnou Petrouchka, com Tamara Karsavina como A Bailarina. Alexandre Orlov fazia de Mouro e Enrico Cecchetti O Mago.
A história é sobre um fantoche tradicional russo, Petrushka, feito da palha e tendo um saco de serradura por corpo, que acaba por tomar vida e ter a capacidade amar, uma história que se assemelha superficialmente à de Pinocchio.

## Sinopse
Petrouchka conta a história de amor e ciúmes de três bonecos. Os três ganham vida graças ao Mago. Petrouchka ama a Bailarina, mas ela rejeita-o. A Bailarina prefere o Mouro. Petrouchka fica furioso e magoado e desafia o Mouro. No duelo, o Mouro mata Petrouchka, cujo fantasma paira sobre o teatro de bonecos quando a noite cai. Ele desafia o Mago, que o mata pela segunda vez.
Petrouchka une música, dança e design. É um dos balés mais populares da Rússia e geralmente é encenado com a coreografia e designs originais.[carece de fontes?] Grace Robert escreveu em 1949: "Ainda que mais de trinta anos tenham passado desde a sua estreia, a sua posição como um dos grandes balés de todos os tempos permanece intocada. Sua perfeita fusão de música, coreografia, decoração e seu tema - a eterna tragédia do espírito humano— combinam-se para tornar o apelo universal."